# 薩埵峠

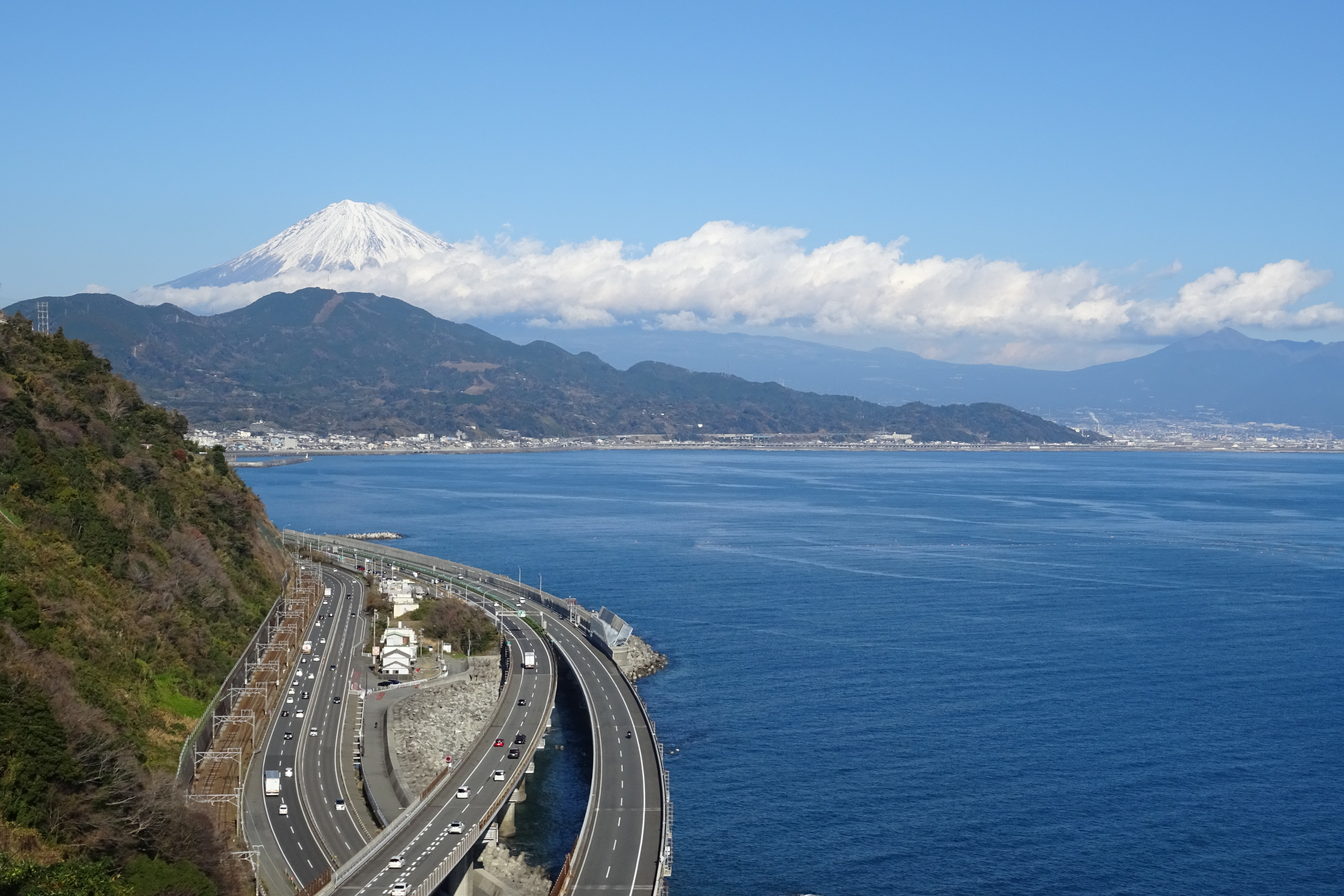
薩埵峠からの東名高速道路と国道1号

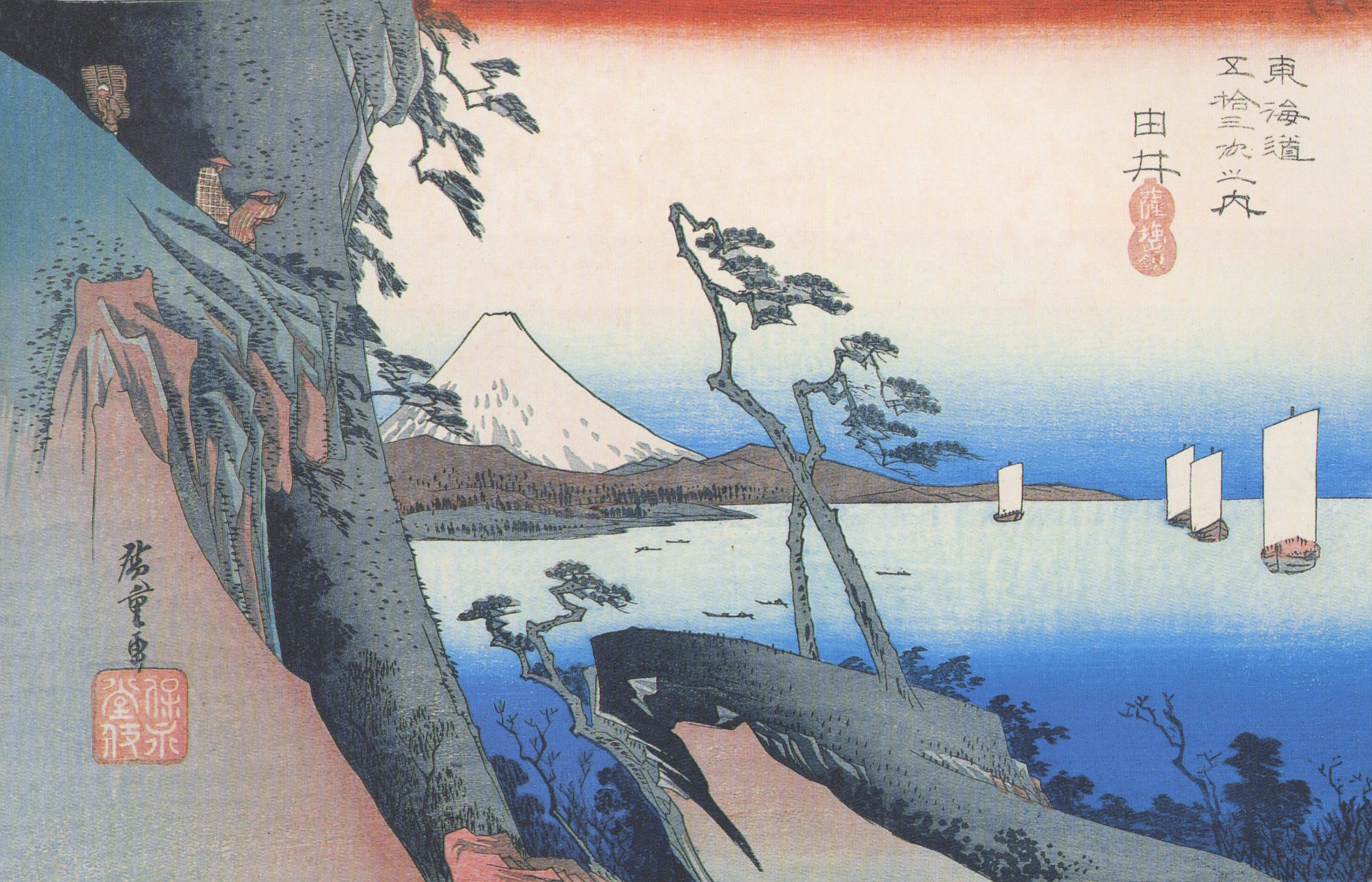
歌川広重「東海道五十三次・由井」

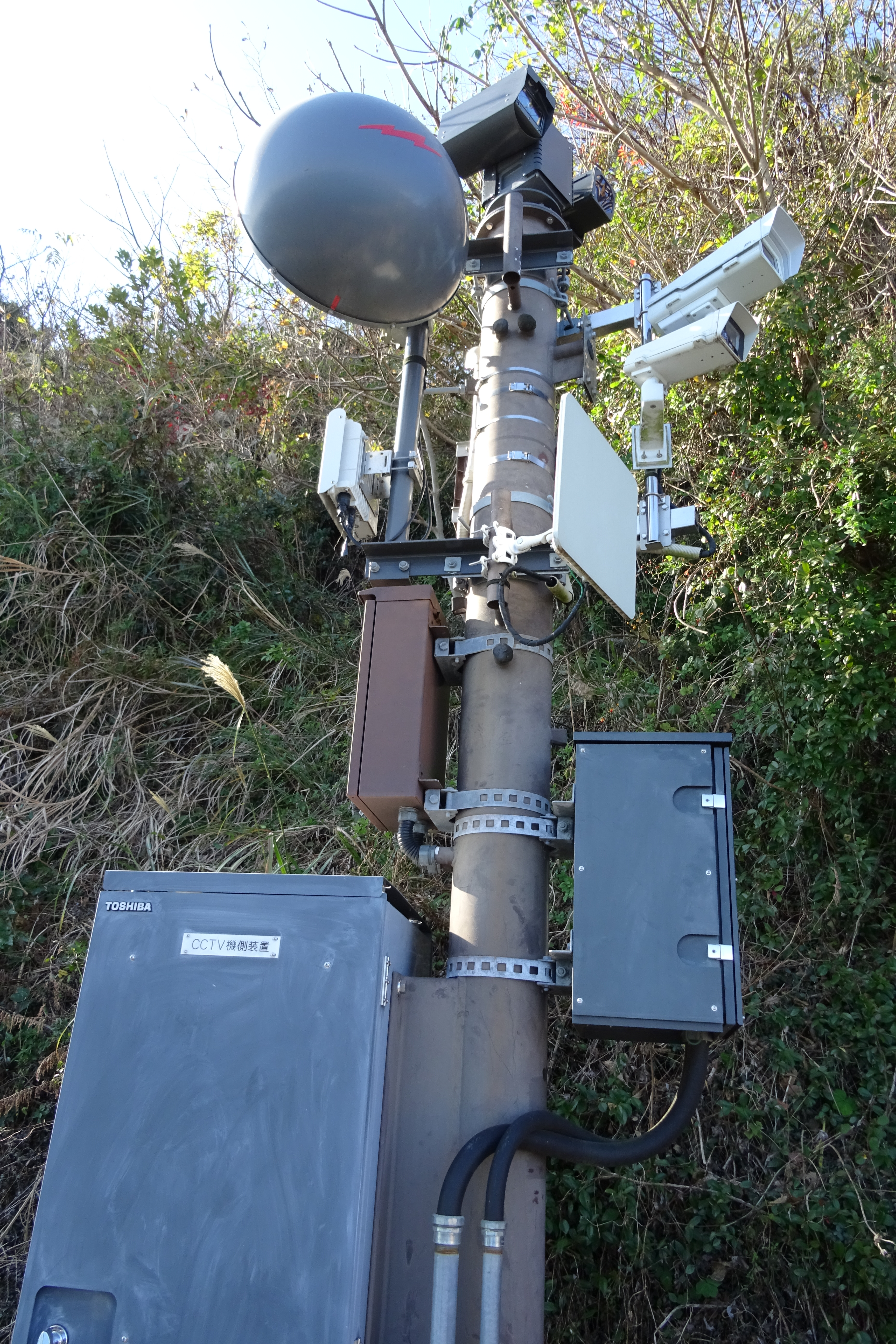
展望台に設置のライブカメラと通信アンテナ

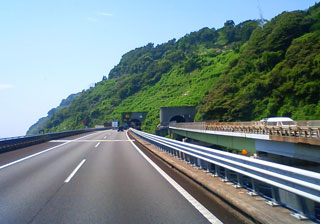
東名高速道路下り線由比地区側から撮影

薩埵峠（さったとうげ）は、静岡県静岡市清水区にある峠である。東海道五十三次では由比宿と興津宿の間に位置する。
名称の由来は、伝承によれば、鎌倉時代に由比倉沢の海岸で漁網にかかった地蔵（＝地蔵菩薩、地蔵薩埵、薩埵地蔵）の石仏を当地に祀った故事に由来する。
また、東海道五十三次蒲原辺りから見ると観音菩薩が横になる姿に見えると言われる（寝観音）。
難読地名のため表記を「さった峠」としている場合がある。また、JIS第3水準である埵の字は入力が簡単ではなく、ネット上では「薩垂峠」「薩堆峠」等の不規則表記も見受けられる。
富士山と海、高速道路、鉄道等を一望に収めることができる撮影スポット・絶景スポットとして知られ、多くの写真愛好家や観光客が訪れる。
薩埵峠の展望台は老朽化により一時閉鎖されていたが、現在は修復を済ませ供用されている。展望台上にはライブカメラや通信アンテナなどあり、インターネットにて24時間365日 全景の富士山カメラと道路にズームされている道路カメラの2つが配信されている。

## 概要

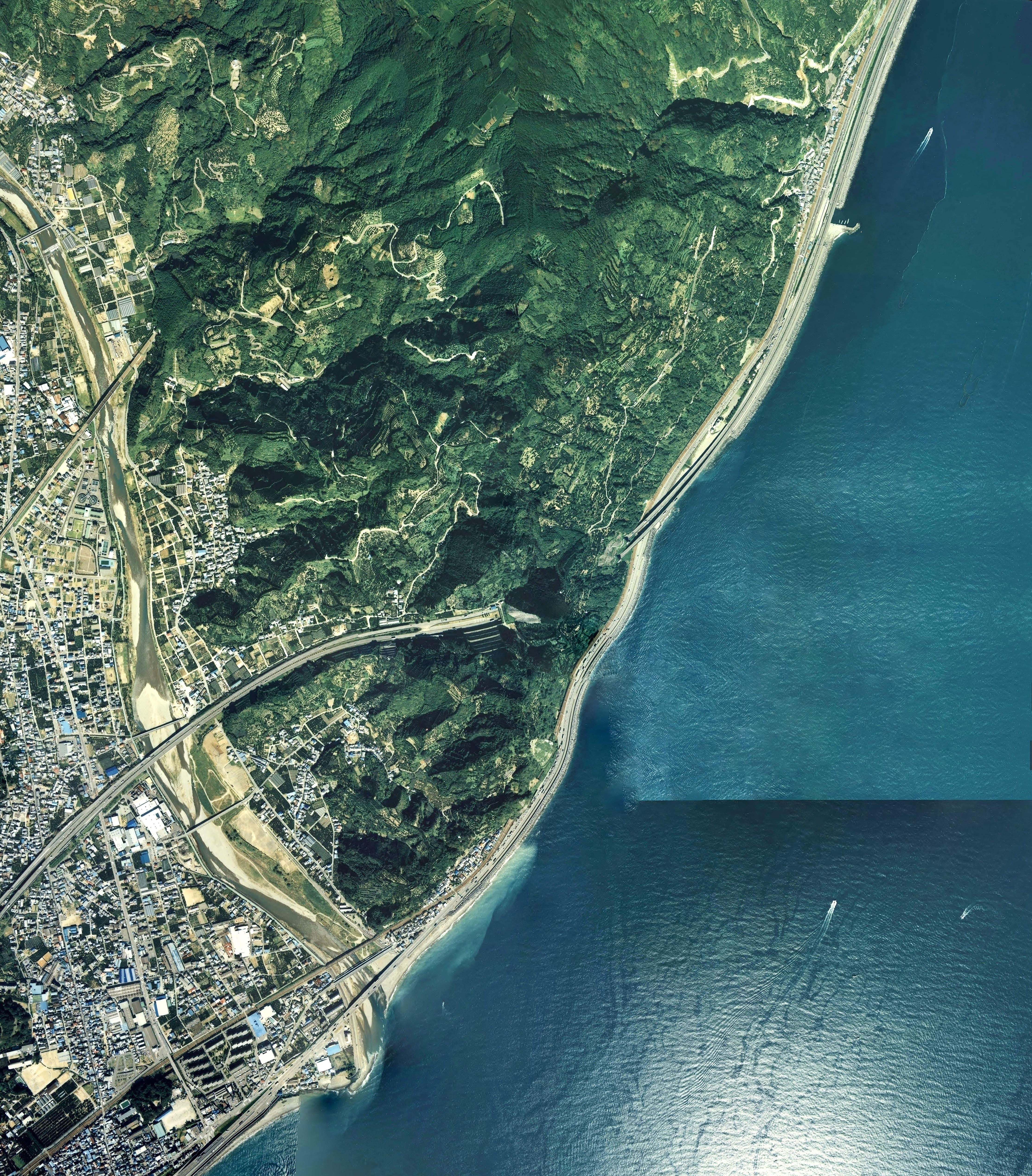
薩埵峠周辺の空中写真。国道1号、東名高速道路、東海道本線が海岸線沿いを沿うように走る。1988年撮影の5枚を合成作成。
。

市内興津地区と由比地区の境界付近は、薩埵山が海へと突き出す地形となっており、古くは海岸線を波にさらわれぬよう駆け抜ける必要があった。このため、同様の状態であった新潟県・富山県境の親不知と並び称されたり、東海道の三大難所として語られてきた。駿河湾に面した清水港の北に位置する薩埵峠は標高93 mの小さな峠で、峠道はミカン畑のある急斜面の細道ながら、興津駅と由比駅の間には遊歩道も整備されている。
峠にある展望所からの富士山と駿河湾の景色は、歌川広重の浮世絵『東海道五十三次・由比』にも残されるほどの絶景で、東名高速道路の宣伝材料など、さまざまな素材にも利用されている。また、ここから見渡せる由比地区西部が東名高速道路と国道1号およびJR東海道本線が並行して走る区間で交通の要所でもあることなどから、通過交通の現況を一覧できるポイントとして、在静の民放（静岡放送、テレビ静岡）やNHK静岡放送局が、薩埵峠からほど近い場所に情報カメラを設置している。
薩埵という名称が「去った」と読めて語感が悪いという理由で、江戸時代末期の和宮の徳川家茂への婚儀の行列はここを通らず、中山道を通過した。
また、百人一首で知られる和歌、
における「ゆ」は現代語の「から」に相当する助詞だが、「田子の浦を過ぎた」と解釈することも可能で、東海道五十三次の蒲原、由比、興津の辺りで富士山を見る高台、薩埵峠辺りと訳す事ができ、ここで詠まれたのではないかとも言われる。
また、東海道の難所であった薩埵峠は軍事的にも重要視され、1351年には足利尊氏と弟の直義が、1568年には武田信玄と今川氏真及び北条氏政の援軍がこの峠で戦っている。

## 交通

### 峠道
薩埵峠には江戸時代初期まで波打ち際を通る「下道」しかなかった。しかし、「下道」が危険だったため、明暦元年（1655年）に「中道」が開削され、その後に山側にも「上道」が開設された。

### 現況
現在の国道1号は海岸線を沿うように走っており、薩埵峠は主要道路の位置づけから外れている。道幅は1車線ギリギリという狭さではあるが、峠の最高地点には石碑や駐車場などが整備されている。浮世絵にクロマツが点在する姿で描かれていたはげ山は、ミカンを中心とした果樹や雑木林が広がる斜面となっている。
東名高速道路の清水インターチェンジ (IC) から峠まで約10 kmのところに位置しており、峠のすぐ下には、東名高速道路の薩埵トンネルが通っている。

## 災害
地質的に脆弱であり、古くから地すべり性崩壊による土砂災害が発生する場所として知られていた。特に、由比町側では集落の裏山が地すべり防止区域に設定され、林野庁の直轄治山事業が行われてきた経緯がある。
- 1707年 - 宝永地震により崩壊。
- 1854年 - 安政東海地震により崩壊。なお、この地震の影響で直下の海岸が隆起し、海岸線が通行可能になった。
- 1892年、1938年、1948年 - 原因不明の崩壊が発生。直下に位置する東海道本線を埋没させた。
- 1974年7月7日 - 静岡県一帯に集中豪雨（七夕豪雨）。峠付近の河川から土砂が流出し、東海道本線が6日間不通となる[4]。
- 2014年 - 大型の台風18号により、薩埵峠東側付近で東海道本線の上下線が土砂に塞がれた。

薩埵峠展望台から見える一号線には大型の台風が接近する毎に大きな波が押し寄せ、道路まで海水が来ることがある。ガードレールなどの道路設備が壊れ道路に散乱し通行止めの原因になる。
東海道本線の線路までも海水が来て運転見合わせとなることが多い。

## ギャラリー

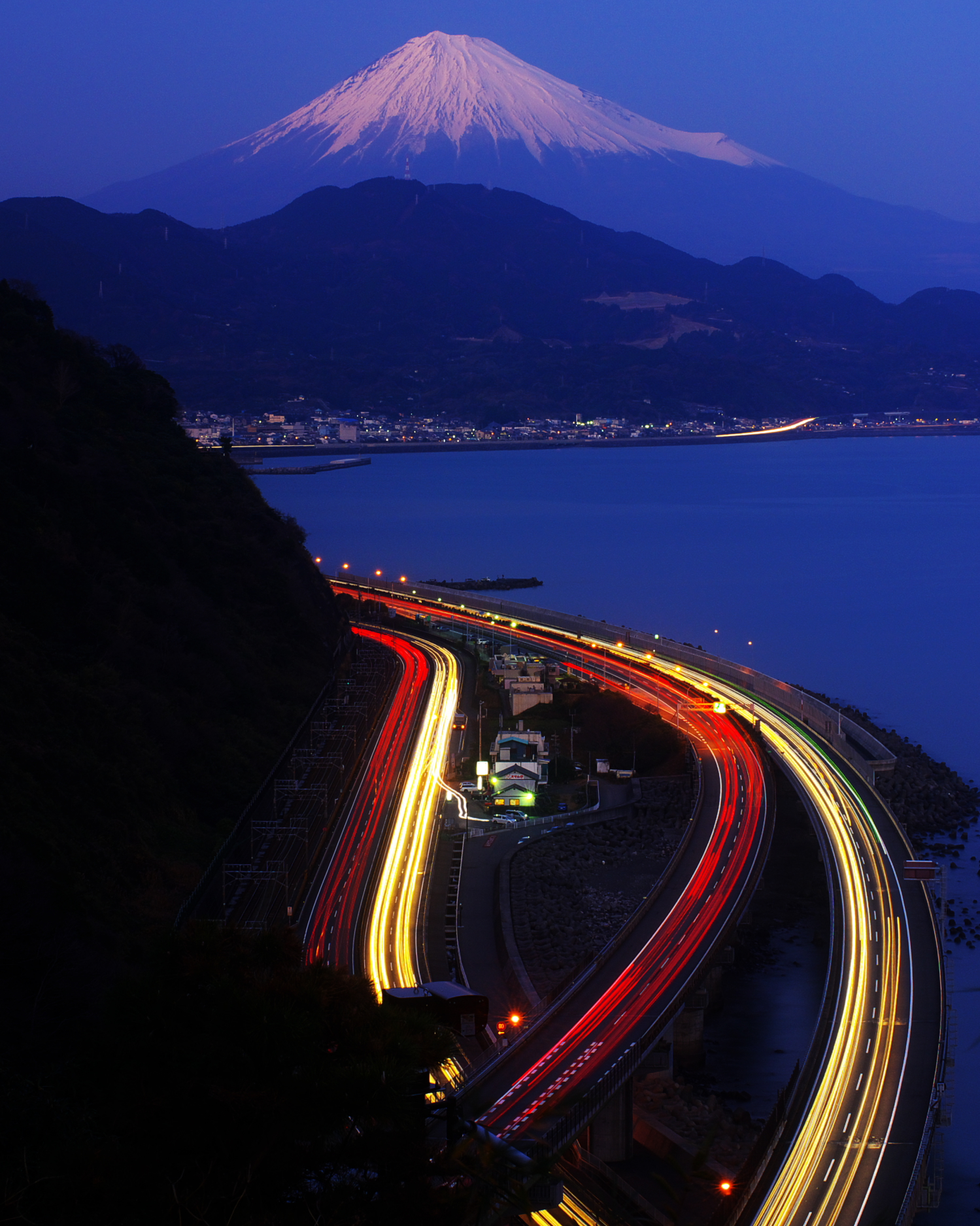
薩埵峠からの富士と東名高速道路の夕景
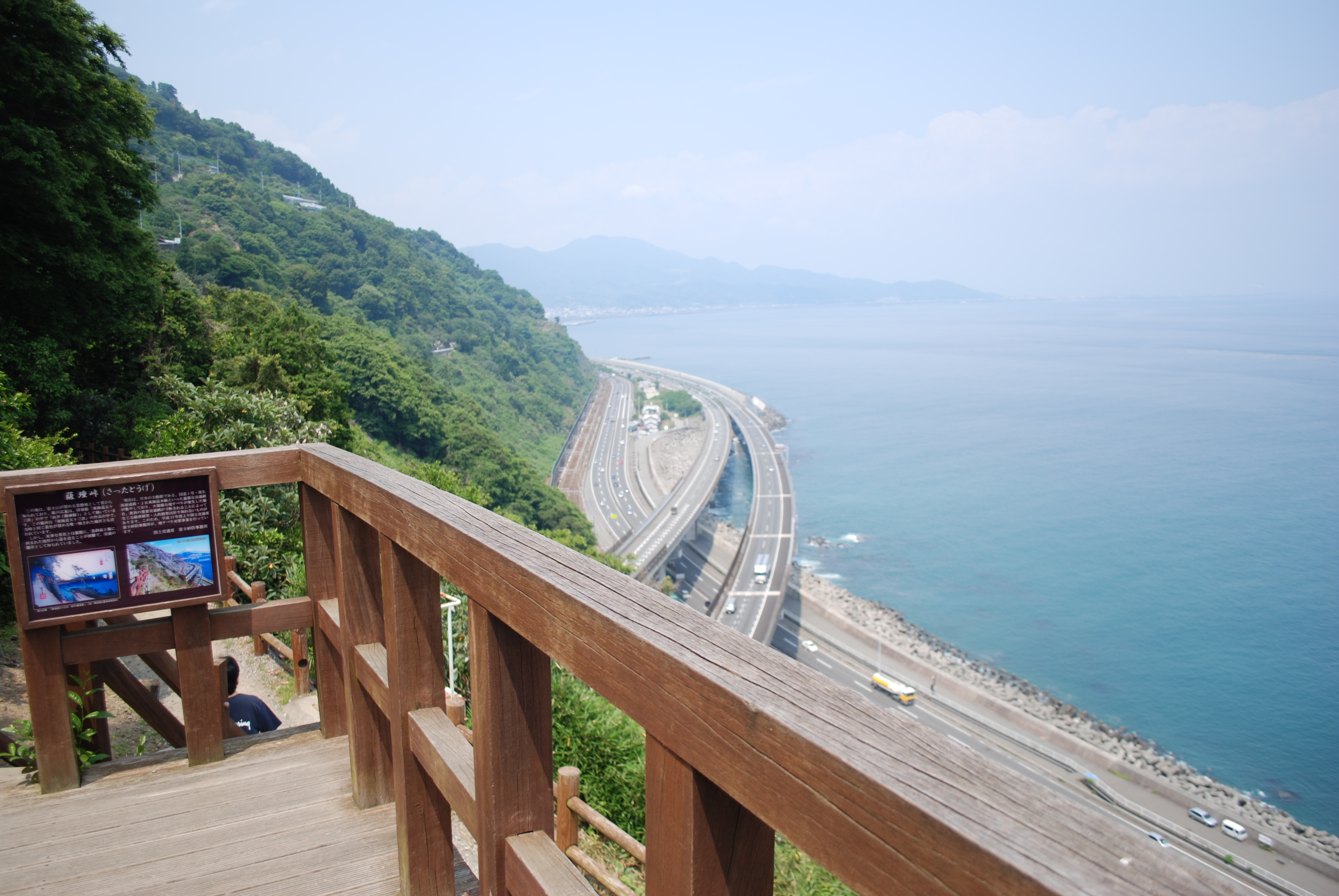
薩埵峠展望台
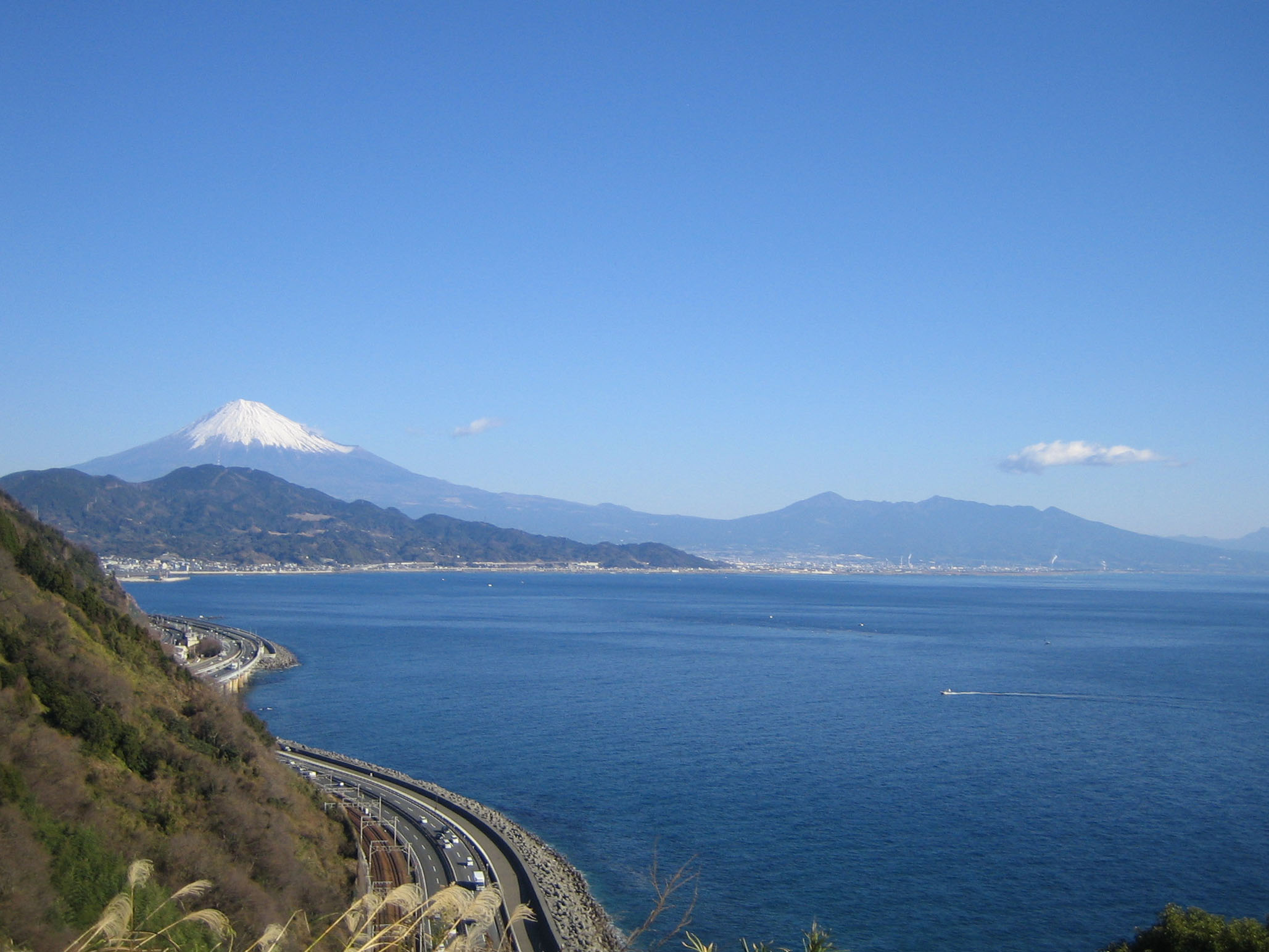
薩埵峠からの富士山と駿河湾
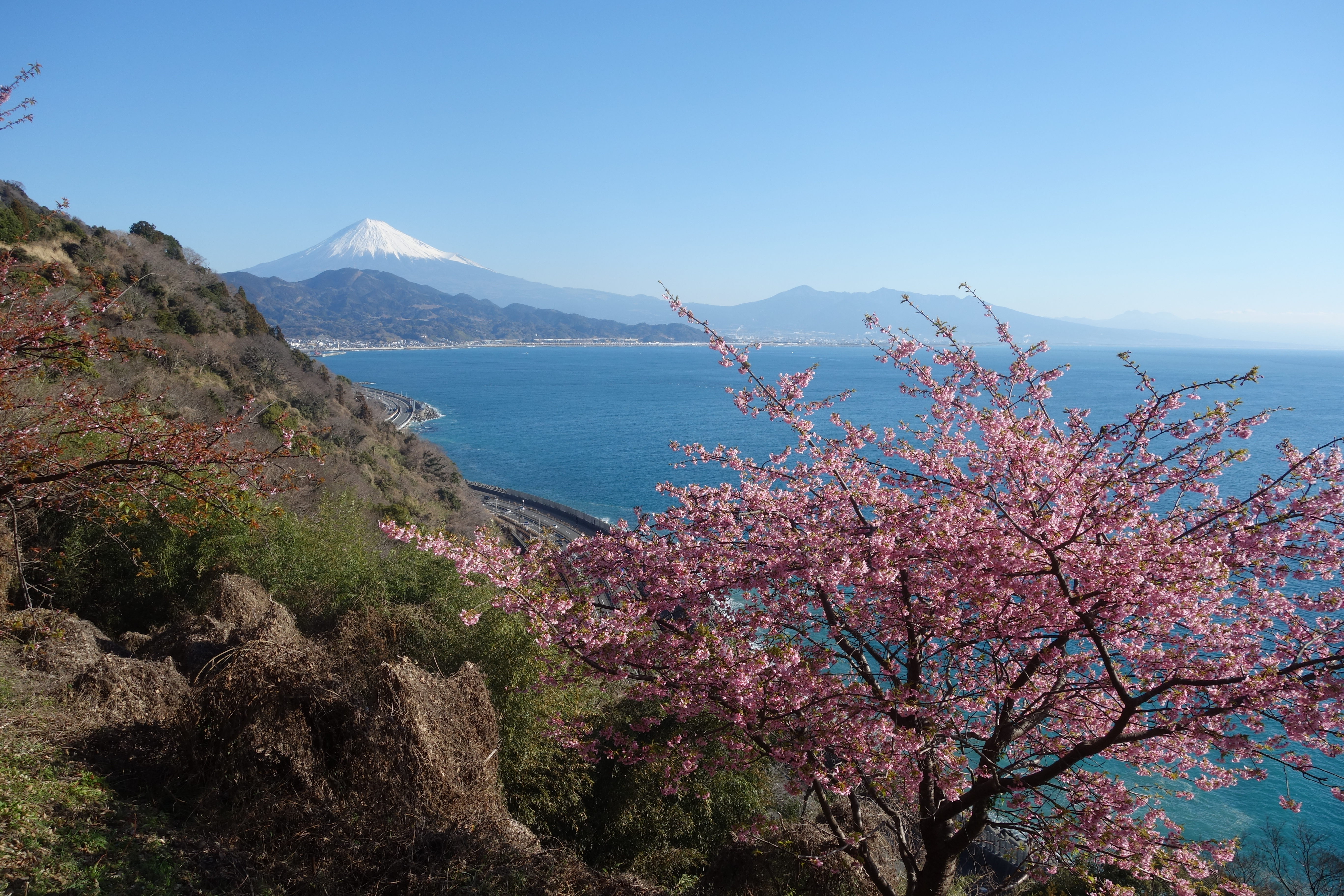
薩埵峠の河津桜
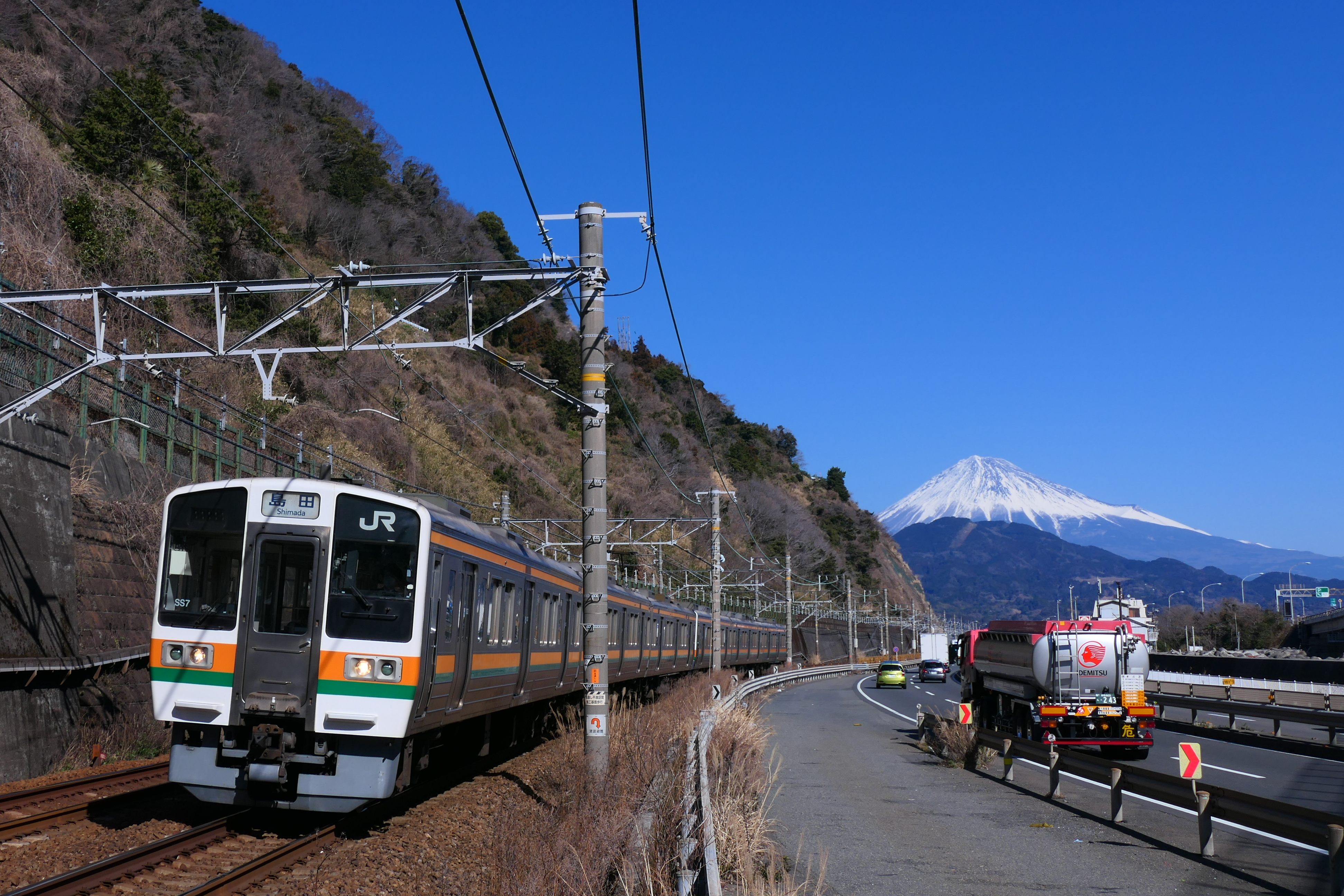
薩埵峠付近を走行する東海道線